# Isla Bolshoy Berezovy
Isla Bolshoy Berezovy (en ruso: Большой Берёзовый; en finés: Koivistonsaari; también escrito Isla Bolshoy Beryozovy) es la mayor de las islas Beryozovye en el golfo de Finlandia, del mar Báltico, en la Federación de Rusia. Administrativamente depende del óblast de Leningrado. La isla está situada cerca del istmo de Carelia, en las afueras de la ciudad de Primorsk, en las coordenadas geográficas 60°18′00″N 28°37′12″E / 60.30000, 28.62000. Su punto más alto se encuentra a 43,3 metros sobre el nivel del mar.